# Rotterdam Open
Rotterdam Open (trenutni sponzor ABN AMRO) je profesionalni teniski turnir koji se igra na tvrdoj podlozi u dvorani. Dio je serije turnira ATP World Tour 500. Održava se jednom godišnje u Rotterdamu, u Nizozemskoj. 

## Povijest
Prvi teniski turnir Rotterdam Open održan je 1972. Amerikanac Arthur Ashe osvojio je turnir tri puta (1972., 1975., 1976.) i drži rekord s najviše pojedinačnih naslova. Od 2004., bivši nizozemski tenisač Richard Krajicek je direktor turnira.
Od osnutka 1972. Rotterdam Open je dio triju glavnih teniskih turneja: World Championship Tennis (1972. – 1976.), Grand Prix tennis (1977. – 1989.) i ATP Tour (1990. -).
- 1972. – 1976. : World Championship Tennis
- 1977. – 1989. : Grand Prix tennis
- 1990. – 1997. : ATP Svjetska serija
- 1998. : ATP Međunarodna serija
- 1999. – 2008. : ATP Međunarodna zlatna serija
- 2009.-danas : ATP Svjetska turneja 500

## Statistika turnira
| Godina | Pojedinačno                               | Parovi                             |                       |
| ------ | ----------------------------------------- | ---------------------------------- | --------------------- |
| 2012.  | Roger Federer                             | Michaël Llodra Nenad Zimonjić      |                       |
| 2011.  | Robin Söderling                           | Jürgen Melzer Philipp Petzschner   |                       |
| 2010.  | Robin Söderling                           | Daniel Nestor Nenad Zimonjić       |                       |
| 2009.  | Andy Murray                               | Daniel Nestor Nenad Zimonjić       |                       |
| 2008.  | Michaël Llodra                            | Tomáš Berdych Dmitrij Tursunov     |                       |
| 2007.  | Mihail Južnji                             | Martin Damm Leander Paes           |                       |
| 2006.  | Radek Štěpánek                            | Paul Hanley Kevin Ullyett          |                       |
| 2005.  | Roger Federer                             | Jonathan Erlich Andy Ram           |                       |
| 2004.  | Lleyton Hewitt                            | Paul Hanley Radek Štěpánek         |                       |
| 2003.  | Max Mirnyi                                | Wayne Arthurs Paul Hanley          |                       |
| 2002.  | Nicolas Escudé                            | Roger Federer Max Mirnyi           |                       |
| 2001.  | Nicolas Escudé                            | Jonas Björkman Roger Federer       |                       |
| 2000.  | Cédric Pioline                            | David Adams John-Laffnie de Jager  |                       |
| 1999.  | Jevgenij Kafeljnikov                      | David Adams John-Laffnie de Jager  |                       |
| 1998.  | Jan Siemerink                             | Jacco Eltingh Paul Haarhuis        |                       |
| 1997.  | Richard Krajicek                          | Jacco Eltingh Paul Haarhuis        |                       |
| 1996.  | Goran Ivanišević                          | David Adams Marius Barnard         |                       |
| 1995.  | Richard Krajicek                          | Martin Damm Anders Järryd          |                       |
| 1994.  | Michael Stich                             | Jeremy Bates Jonas Björkman        |                       |
| 1993.  | Anders Järryd                             | Henrik Holm Anders Järryd          |                       |
| 1992.  | Boris Becker                              | Marc-Kevin Goellner David Prinosil |                       |
| 1991.  | Omar Camporese                            | Patrick Galbraith Anders Järryd    |                       |
| 1990.  | Brad Gilbert                              | Leonardo Lavalle Jorge Lozano      |                       |
| 1989.  | Jakob Hlasek                              | Miloslav Mečíř Milan Šrejber       |                       |
| 1988.  | Stefan Edberg                             | Patrik Kühnen Tore Meinecke        |                       |
| 1987.  | Stefan Edberg                             | Stefan Edberg Anders Järryd        |                       |
| 1986.  | Joakim Nystrom                            | Stefan Edberg Slobodan Živojinović |                       |
| 1985.  | Miloslav Mečíř                            | Tomáš Šmíd Pavel Složil            |                       |
| 1984.  | Ivan Lendl Jimmy Connors Finale prekinuto | Kevin Curren Wojtek Fibak          |                       |
| 1983.  | Gene Mayer                                | Fritz Buehning Tom Gullikson       |                       |
| 1982.  | Guillermo Vilas                           | Mark Edmondson Sherwood Stewart    |                       |
| 1981.  | Jimmy Connors                             | Fritz Buehning Ferdi Taygan        |                       |
| 1980.  | Heinz Gunthardt                           | Vijay Amritraj Stan Smith          |                       |
| 1979.  | Björn Borg                                | Peter Fleming John McEnroe         |                       |
| 1978.  | Jimmy Connors                             | Fred McNair Raúl Ramírez           |                       |
| 1977.  | Dick Stockton                             | Wojtek Fibak Tom Okker             |                       |
| 1976.  | Arthur Ashe                               | Rod Laver Frew McMillan            |                       |
| 1975.  | Arthur Ashe                               | Bob Hewitt Frew McMillan           |                       |
| 1974.  | Tom Okker                                 | Bob Hewitt Frew McMillan           |                       |
| 1973.  | Turnir se nije održao                     | Turnir se nije održao              | Turnir se nije održao |
| 1972.  | Arthur Ashe                               | Roy Emerson John Newcombe          |                       |

## Vanjske poveznice
- Službena stranica
- Profil na ATP-u